# 莫霍克 (加利福尼亞州)
莫霍克（英語：Mohawk）是位於美國加利福尼亞州普盧默斯縣的一個非建制地區。該地的面積和人口皆未知。

## 地理
莫霍克的座標為39°46′44″N 120°38′08″W / 39.77889°N 120.63556°W，而該地的平均海拔高度為1329米（即4360英尺）。